# VI Programa Marco de Investigación y Desarrollo
El VI Programa Marco de I+D (2002-2006) de la Unión Europea (UE) es una iniciativa comunitaria de fomento y apoyo a la investigación entre Estados miembros de la Unión.

## Características
Pueden participar tanto institutos de investigación públicos e instituciones como empresas privadas innovadoras.
El VI Programa Marco, pretende fomentar las investigaciones a largo plazo, (uno de los problemas comunes es la pérdida de investigaciones importantes por falta de continuidad en la financiación). Otra prioridad es la obtención de un Espacio Europeo de Investigación, una integración por la que se facilitará la colaboración entre países y grupos de trabajo.
- Presupuesto: 17.500 millones de Euros. Para la financiación hasta de un 50% de los trabajos de investigación nacionales o privados. Se recortan los anticipos.

- Actuaciones Adicionales: movilidad, investigación a largo plazo, innovación, infraestructuras, ciencia y sociedad, cooperación internacional.

- Tener mejores posibilidades de estudir